# Lissos (Fluss)
Der Lissos (historische Bezeichnung bei Herodot) (griechisch Φιλιουρής Filiourís) ist ein rund 58 Kilometer langer Fluss in der griechischen Verwaltungsregion Ostmakedonien und Thrakien.
Die Quelle des Flusses liegt unweit der Grenze zu Bulgarien in den Rhodopen im Regionalbezirk Rodopi (Komotini) bei dem Ort Vyrsini in der Nähe des Bergs Megalo Livadi. Der Abfluss erfolgt nach Südwesten durch die Gemeinde Arriana; bei Amaranda (Gemeinde Maronia-Sapes) nimmt der Fluss den von rechts kommenden Patermos auf. Bei Imeros mündet er nach einem Lauf von rund 58 km in die Bucht Ormos Anoikto des Ägäischen Meers. Er kreuzt die Bahnstrecke Thessaloniki–Alexandroupoli und die Autobahn Aftokinitodromos 2 (Εγνατία Οδός).
Der Fluss ist unter dem Namen Potamos Filiouris als Natura 2000 Schutzgebiet ausgewiesen.